# Grant Holt
Grant Holt (født 12. april 1981) er en engelsk fodboldspiller, der spiller for Barrow som spillende manager.

## Karriere
Han spillede i 2008-2009-sæsonen i League Two i England, og i 2011-2012 sæsonen spillede han i Premier League. Han er blevet kåret til årets spiller i Norwich City tre gange, i henholdsvis 2009-10, 2010-11 og 2011-12 sæsonen med sine 60 mål i 120 kampe på tre år.
Han blev som afslutningen på sin første Premier League sæson klubbens topscorer med 15 mål. Han blev dermed også den næstmestscorende englænder i ligaen efter Wayne Rooney, som fik medier og managers til at snakke om en mulig plads i Roy Hodgson trup til Europamesterskabet i fodbold 2012.